# Список українських жіночих імен
У списку наведено українських імен, якими називають жінок (дівчат) в Україні. Включено імена різноманітного походження: українські, загальнохристиянські, православні, католицькі та язичницькі. Подано також українок та жінок з українським корінням, які носили чи носять зазначене ім'я.

## А
| Ім'я        | Варіанти                            | Походження та значення | Відомі носійки імені |
| Августа     | Густа                               | Жіноча форма імені Август: від лат. augustus — «величний», «священний» | |
| Аврелія     | Аурелія Аурика                      | Від лат. Aurelia — «з роду Авреліїв» або від лат. aurea — «золота» | Аурелія Ротару |
| Аврора      |                                     | Від лат. Aurora — «ранкова зоря», «світанок». Аврора — римська богиня світанку. | |
| Агафія      | Агапія, Гафія, Гапка                | Агапія — від грец. Αγαπία, утвореного від ἀγάπη — «любов», чоловіча форма імені Агапій. Агафія — від грец. Ἀγάθη, утвореного від ἀγαθή — «добра» (спорідненого з ἀγάπη — «любов») | Агафія Святославна, Агафія Всеволодівна, Агафія Костянтинівна, Аліпія (Агапія) Голосіївська, Гафія Візичканич, Гафія Малиш,Агафія Ликова, Агафія Адамчук |
| Агата       |                                     | Від лат. Agatha < грец. Ἀγάθη. Католицький варіант імені Агафія | Агата Турчинська |
| Агафоника   |                                     | Від грец. Αγαθονίκη — жіночої форми імені Ἀγαθόνικος, Агафоник, утвореного від ἀγαθός — «добрий» і νίκη — «перемога» | |
| Аглая       | Аглаїда                             | Від грец. Ἀγλαΐα — «блиск», «врода», «радість». Аглаїда — похідне від Аглая. Від грец. Ἀγλαΐδα, утворене від άγλαΐα + είδος («вигляд, зовнішність»), або означає «породження радості». Аглая — харита грецької міфології                                                                                | |
| Агнеса      | Агнія Агна                          | Від лат. Agnes — латинізованої форми грец. Ἄγνη, «Агнія» | Агнеса Стадниченко |
| Агнія       | Агнеса Агна                         | Від грец. Ἄγνη, утвореного від ἁγνή — «чиста, непорочна». За іншим тлумаченням — від лат. agnus — «ягня». Варіанти Агнес, Агнесса походять від латинізованої форми цього імені Agnes | |
| Агрипина    | Горпина, Груня                      | Від лат. Agrippina, утвореного від особового чоловічого імені Агріппа (Agrippa), яке також було родовим ім'ям. Походження преномена неясне: можливе, від грец. ἄγριος («дикий») + ἵππος («кінь») | Агрипина Ростиславна, Агрипина Крисіна |
| Ада         |                                     | Давньоєврейське עָדָה, «Ада», можливо, означає «прикраса», «прикрашена», «убрана». У Старому Заповіті ім'я Ада носять одна з дружин Ламеха і одна з дружин Ісава. Окрім того, ім'я Ада може мати західноєвропейське походження, скороченим від імені Аделаїда, і короткою формою православного імені Аїда | Ада Роговцева |
| Аделаїда    | Аделя, Адиля                        | Від фр. Adelaide чи нім. Adelheid, утворених від дав.-в.-нім. adal («шляхетний, благородний») + heit («порода, рід») | |
| Аделіна     | Аделя, Адиля, Адель                 | Від нім. Adeline, утвореного від двн. adal — «шляхетний, благородний» | |
| Адріана     | Андріана                            | Жіноча форма імені Адріан: від лат. Adriana — «жителька Адрії, держави венетів»; «та, хто походить із Адрії» | Андріана Арехта, Андріана Кучер |
| Аеліта      |                                     | Ім'я, створене для героїні роману від грец. αέρας («повітря») + λίθος («камінь»). | |
| Аза         |                                     | Від давньоєврейського «сильний, міцний». Може також бути скороченим від Азалія. | Аза Волощенко, Аза Рощина, Циганка Аза |
| Азалія      | Аза                                 | Утворене від назви квітки азалія (яка походить від грец. ἀζαλέος — «сухий») | Азалія Ілімбетова |
| Аїда        |                                     | Походження неясне — уперше згадано в однойменній опері Джузеппе Верді. Можливо, від араб. aida — «вигода», «винагорода» | |
| Акилина     | Килина Кулина Якилина               | Від лат. Aquilina — жіночої форми римського когномена Aquilinus, «Аквілін», утвореного від aquila («орел»). Народні форми — Килина, Кулина, Якилина | Патриція Килина |
| Алевтина    | Ала, Аля, Тіна                      | Походження неясне. За однією версією, походить від грец. ἀλεύω — «відбиваю»; за другою — є жіночою формою імені Алевтон або Алет (Ἀλήτης). Окрім того, поширена думка, що це — варіант імені Валентина                                                                                                  | Алевтина Кахідзе, Алевтина Дрозд |
| Аліна       | Ліна                                | Походить із західноєвропейських мов (нім. Alina, Aline); можливо, виникло через скорочення імен Ангеліна, Аделіна | Аліна Михайлова, Аліна Паш, Аліна Гросу |
| Аліса       |                                     | Від англ. Alice < ст.-фр. Alis — короткої форми імені Adelais, що являє собою похідне від давньогерманського жіночого імені Adalheid, Adelheid («Аделаїда»). Також припускають, що це ім'я може бути скороченим варіантом імені Каліста                                                                 | Аліса Відуліна, Аліса Бажукова, Аліса Колпакчи |
| Алла        |                                     | Походження неясне, можливо, від грец. ἄλλη («інша, інакша»), або від давньогерманського Alla, Alle — короткої форми імен з елементом «al» («весь, все»). У російській може сприйматися як похідне від прикметника «алый» («червоногарячий»).                                                            | Алла Горська, Алла Лисянська, Алла Кудлай, Алла Загайкевич, Алла Костромічова                                                                            |
| Альбертина  | Альбертіна                          | Чоловіча форма імені Альберт | |
| Альбіна     | Альвіна                             | Від нім. Alwine — жіночої форми імені Alwin, що є скороченим варіантом імені Adalwm (двн. adal — «шляхетний, благородний» і wini — «друг») | Альбіна Позднякова |
| Альона      |                                     | Форма імені Олена, що стала самостійним ім'ям. | |
| Альфреда    |                                     | Жіноча форма імені Альфред | |
| Анастасія   | Настасія Настя Наста Настка         | Жіноча форма імені Анастас, Анастасій | Анастасія Ярославна, Анастасія Юріївна, Анастасія Лісовська, Анастасія Маркович, Настя Присяжнюк, Анастасія Шевченко                                     |
| Анатолія    | Анатоля                             | Жіноча форма імені Анатолій | |
| Ангеліна    | Ангела                              | Від лат. Angelina — жіночої форми імені Angelinus, яке, в свою чергу, являє собою варіант імені Angelus (жіноча форма Angela), утвореного від грец. ἄγγελος — «вісник», «ангел» | Ангелина П'ясецька, Ангеліна Калініна, Ангеліна Парасковія Микитівна, Ангеліна Ілієва                                                                    |
| Анжела      | Ангела                              | Від лат. Angela — жіночої форми імені Angelus, утвореного від грец. ἄγγελος — «вісник», «ангел». «Ж» замістило «г» при запозиченні з французької | Анжела Торська, Анжела Ярмолюк |
| Анжеліка    | Ангеліка Анжеліна                   | Від фр. Angélique < лат. angelica — «ангельська» | Анжеліка Терлюга, Анжеліка Рудницька, Анжеліна Швачка |
| Анна        | Ганна, Анничка, Анка                | Варіант імені Ганна | Анна Ярославна, Анна Порфірогенета, Ганна Барвінок, Анна Музичук, Ганна Гончаренко                                                                       |
| Антонида    | Антоніда                            | Утворене від імені Антін, Антон | |
| Антоніна    | Тоня                                | Жіноча форма імені Антонін | Антоніна Немирич, Антоніна Король-Мельник, Антоніна Матвієнко                                                                                            |
| Антонія     | Тоня                                | Жіноча форма імені Антоній | |
| Анфіса      | Анфиса                              | Від грец. Ἀνθούσα, утвореного від ἄνθος — «квітка». Чоловічий варіант — Анфим, Анфимій | Анфіса Почкалова |
| Аполлінарія |                                     | Жіноча форма імені Аполлінарій | |
| Аполлонія   |                                     | Жіноча форма імені Аполлоній | |
| Аріадна     |                                     | Походить від грец. Ἀριάδνη, можливо, утвореного від ἀρι- («дуже», «пре») + ἀδνή («непорочна, чиста, священна») | Аріадна Стебельська |
| Аркадія     |                                     | Жіноча форма імені Аркадій | Аркадія Оленська-Петришин |
| Арсена      | Арсенія                             | Жіноча форма імені Арсен, Арсеній | Арсенія Велика |
| Артемізія   | Артемісія Артеміса Артеміза Артемія | Жіноча форма імені Артемій, яке походить від грец. Ἀρτέμιος — «присвячений Артеміді» або утворене від ἀρτεμής — «неушкоджений, здоровий» | Артемізія Галицька |
| Аскліпія    | Асклепія                            | Жіноча форма імені Аскліпій | |
| Ася         |                                     | Зменшена форма імені Анастасія, що стала самостійним ім'ям: можливо, під впливом однойменної повісті І. С. Тургенєва | Ася Бухало, Ася Мікеєва, Ася Гумецька, Ася Колчинська, Ася Зельдич                                                                                       |
| Аурика      | Аурелія Аврелія                     | Від рум. Aurica < лат. aurum («золото»), тобто «золотинка», «золотиста» | Аурика Ротару |
| Афанасія    |                                     | Жіноча форма імені Афанасій | Афанасія Громека |
| Афіна       | Атена                               | Від дав.-гр. Ἀθηνᾶ. Афіна — давньогрецька богиня мудрості та війни | Атена Пашко |
| Афродіта    | Афродита                            | Від дав.-гр. Αφροδίτη. Афродіта — давньогрецька верховна богиня вроди та любові | |

## Б
| Ім'я       | Варіанти | Походження, значення                                                            | Відомі носійки                                                                          |
| Бажана     |          | Слов'янського походження, буквально — «бажана»                                  |                                                                                         |
| Беатриса   | Беата    | Від фр. Beatrice — похідного від лат. Beatrix, утвореного від beata — «щаслива» |                                                                                         |
| Белла      |          | Від лат. Bella — «гарна, вродлива»                                              |                                                                                         |
| Берта      |          | Від нім. Berta, утвореного від давньонімецького Bertha — «блискуча»             |                                                                                         |
| Богдана    | Дана     | Жіноча форма імені Богдан. Означає "Богом дана"                                 | Богдана Матіяш, Богдана Мацьоцька, Богдана Фроляк, Богдана Павличко, Богдана Карадочева |
| Богуслава  | Слава    | Жіноча форма імені Богуслав                                                     | Богуслава Єжовська-Тшебятовська                                                         |
| Божена     |          |                                                                                 |                                                                                         |
| Болеслава  |          | Жіноча форма імені Болеслав                                                     |                                                                                         |
| Борислава  |          | Жіноча форма імені Борислав                                                     |                                                                                         |
| Броніслава |          | Жіноча форма імені Броніслав                                                    |                                                                                         |

## В
| Ім'я       | Варіанти                                   | Походження, значення | Відомі носійки                                                                    |
| Валентина  |                                            | Жіноча форма імені Валентин | Валентина Радзимовська, Валентина Саніна-Шлее, Валентина Лисиця                   |
| Валерія    | Лера,Лєра, Леруня, Леруся, Леруша, Лерочка | Від лат. Valeria — «з роду Валеріїв». Жіноча форма імені Валерій | Валерія О'Коннор-Вілінська, Валерія Вірська-Котляр, Валерія Заклунна-Мироненко    |
| Ванда      |                                            | Походження остаточно не з'ясоване; можливо, від назви річки Vandalus, помилково ототожнюваної з Віслою, або від лат. Veneda — «венедка», «слов'янка». Запозичене з західнослов'янських або південнослов'янських мов | Княгиня Ванда                                                                     |
| Варвара    | Барбара                                    | Походить через лат. Barbara від грец. Βαρβάρα — «чужеземка, варварка». Католицька форма імені — Барбара | Варвара Чередниченко, Варвара Ханенко, Варвара Каринська, Варвара Лепченко        |
| Василина   |                                            | Походить від грец. Βασίλιννα — «цариця», «дружина басилевса». Жіноча форма чоловічого імені Василь. Православна форма — Василиса (від грец. Βασίλισσα — варіанту імені Βασίλιννα)                                   | Василина Гольшанська, Василина Калинич, Василина Сумаряк, Василина Старостинецька |
| Васса      |                                            | Від грец. Βάσσα, утвореного від βᾶσσα (βῆσσα) — «лісиста ущелина» або є короткою формою від Βασίλισσα («цариця») | Васса Вербівська                                                                  |
| Векла      | Фекла Текля                                | Народна форма імені Фекла, яке походить від грец. Θεοκλεία, утвореного від θεός — «бог, божество» + κλέος — «слава»                                                                                                 | Текля Білецька, Текля Калиш                                                       |
| Венера     |                                            | Від лат. Venus; род. відм. Veneris — давньоримська Венера, богиня любові, краси, сексуальності, відтворення й перемоги                                                                                              | Венера Такаєва                                                                    |
| Вероніка   |                                            | Від грец. Φερενίκη, утвореного або від макед. Βερενίκη, або від слів φέρω («несу») + νίκη («перемога»), тобто «та, що приносить перемогу»                                                                           | Вероніка Морозова, Вероніка Черняхівська, Вероніка Жанві                          |
| Вікторина  |                                            | Жіноча форма імені Вікторин |                                                                                   |
| Вікторія   | Віка                                       | Від лат. Victoria — «перемога». Вікторія — богиня перемоги | Вікторія Сюмар, Вікторія Лук'янець                                                |
| Вілена     | Олена                                      | Жіноча форма імені Вілен |                                                                                   |
| Віола      | Віоланта                                   | Запозичене із західноєвропейських мов (нім. Viola, італ. Viola, англ. Viola). Утворене від лат. viola — «фіалка» |                                                                                   |
| Віолетта   | Віола                                      | Від італ. Violetta — зменшеної форми імені Viola. Поширилося завдяки опері Джузеппе Верді «Травіата» |                                                                                   |
| Віра       |                                            | Старослов'янська калька з грец. Πίστις, «Пістіс» — «віра». Одна з трьох сестер, святих мучиниць. | Віра Мовчальниця, Віра Вовк, Віра Агеєва, Віра Фарміґа                            |
| Віргінія   |                                            | Від лат. Verginia, Virginia — жіночої форми імені Virginius (Verginius), «Віргіній», можливо, утвореного від virgo — «діва», «дівчина».                                                                             |                                                                                   |
| Віринея    |                                            | Від лат. virens — «зелений», «молодий», «свіжий», «квітучий» |                                                                                   |
| Віта       | Віталія                                    | Від лат. Vita, утвореного від vita — «життя» |                                                                                   |
| Віталіна   |                                            | Утворене від чоловічого імені Віталій | Віталіна Біблів, Віталіна Коваль                                                  |
| Віталія    | Віта                                       | Жіноча форма імені Віталій | Віталія Савченко                                                                  |
| Влада      |                                            | Ймовірно, коротка форма імені Владислава, або жіноча форма імені Влад | Влада Ралко                                                                       |
| Владислава | Слава                                      | Жіноча форма імені Владислав | Владислава Каневська, Владислава Ґостинська                                       |
| Власта     |                                            | Від чеськ. Vlasta, утвореного від vlast («батьківщина, вітчизна») |                                                                                   |
| Володимира |                                            | Жіноча форма імені Володимир. | Володимира Божейко, Володимира Чайка, Володимира Демус, Володимира Жуковецька     |
| Воля       |                                            | Від загального іменника воля |                                                                                   |
| Всеслава   |                                            | Жіноча форма імені Всеслав |                                                                                   |
| В'ячеслава |                                            | Жіноча форма імені В'ячеслав | В'ячеслава Фролова                                                                |

## Г
| Ім'я     | Варіанти              | Походження, значення | Відомі носійки                                                     |
| Гаїна    |                       | Ймовірно, народна форма імені Гаїанія (грец. Γαΐανή, Гаяне). Припускають як грецьке (від грец. γαῖα — «земля»), так і семітське походження імені (у слов'янських країнах може сприйматися як похідне від «гай»)                                           | Гаїна Коваленко                                                    |
| Галина   | Галка Галя            | Від грец. Γαλήνη, утвореного від γαλήνη — «спокій, тиша», «штиль на морі», «тиха погода». Галена — ім'я одної з нереїд, покровительки спокійного моря. Відома також чоловіча форма імені — Γαληνός, «Гален», «Галін» (найвідоміший носій — Клавдій Гален) | Галина Зубченко, Галина Севрук, Галина Журба, Галина Пучківська    |
| Ганна    | Анна                  | Через грец. Άννα походить від івр. חַנָּה, «Ганна» — «милість, благодать» | Анна Ярославна, Ганна Барвінок, Ганна Золотаренко, Ганна Безсонова |
| Гафія    | Агафія                | Народна форма імені Агафія | Гафія Малиш, Гафія Візичканич                                      |
| Гелена   | Гелина                | Від лат. Helena, католицька форма імені Олена (Єлена) |                                                                    |
| Георгіна |                       | Утворене від чоловічого імені Георгій, його можуть також сприймати як похідне від російської назви жоржини — «георгина» |                                                                    |
| Гертруда | Герта                 | Від нім. Gertrud, Gertrude |                                                                    |
| Глафіра  | Глафира Глафа Фіра    | Походить від грец. Γλαφύρα, утвореного від γλαφυρή — «струнка, елегантна» | Глафіра Псьол                                                      |
| Гликерія | Ликерія Ликера Лукера | Від грец. Γλυκερία, утвореного від γλυκερός — «солодкий». Жіноча форма імені Гликерій (Ликерій, Ликера). Народні форми — Ликерія, Ликера, Ликеря, Лукерія, Лукера, Лукеря                                                                                 |                                                                    |
| Горпина  | Агриппина             | Народна форма імені Агрипина |                                                                    |
| Густава  | Густа                 | Жіноча форма імені Густав |                                                                    |

## Д
| Ім'я        | Варіанти            | Походження, значення | Відомі носійки                                                  |
| Дана        |                     | Скорочена форма від Богдана, також Дана — ім'я старослов'янської богині води |                                                                 |
| Дарина      | Одарина Одарка      | Слов'янське — від «дар». Походить, ймовірно, з Болгарії. Жіноча форма болгарського імені Дарин (Даро, Дарен). Також вживається як народна форма імені Дарія                                                       | Дарина Гладун, Дара Корній, Одарка Бандрівська                  |
| Дарія       | Одарка Дарина Дарка | Жіноча форма імені Дарій, яке походить від грец. Δαρείος — елінізованої форми давньоперського імені Дараявауш. Народні форми — Одарина, Одарка                                                                    | Дарія Доброчаєва, Дарія Віконська, Дарія Вербова, Дар'я Білодід |
| Дзвенислава | Дзвінка Звенислава  | Слов'янське — «дзвеніти» + «слава». | Дзвінка Матіяш, Дзвінка Торохтушко                              |
| Діана       |                     | Від лат. Diana — ім'я римської богині Діани. | Діана Петриненко, Діана Берг                                    |
| Діна        |                     | Від івр. דִּינָה — «суджена». Ім'я згадане у Ветхому Заповіті (Діна — дочка Якова і Лії), але у православних і католицьких святцях воно відсутнє. Омонімічне мусульманське ім'я Діна походить від араб. دين — «віра» |                                                                 |
| Домаха      | Домна               | Від лат. Domna, утвореного від dominus — «пан», «володар», «Господь». Жіноча форма імені Домн. Українська народна форма — Домаха                                                                                  | Домна Томська                                                   |
| Домініка    |                     | Жіноча форма імені Домінік |                                                                 |
| Донна       |                     | Може мати різне походження: від італ. Donna — «пані», або коротка форма англо-шотландського Donalda, Donaldina |                                                                 |
| Дорофея     | Доротея Дорофія     | Від грец. Δωροθέα, утвореного від слів δῶρον («дар») + θεός («Бог»). Жіноча форма імені Дорофей (Дорофій) |                                                                 |

## Е
| Ім'я       | Варіанти            | Походження, значення | Відомі носійки                |
| Евеліна    |                     | Від фр. Éveline. Походження неясне, можливе, це похідне від Ève, Єва. | Евеліна Белюц                 |
| Едіта      | Едита               | Від давньоанглійського імені Eadgyth (Eadgyð), утвореного від eād («багатство», «процвітання», «щастя») + gūð («війна», «битва»). |                               |
| Елеонора   |                     | Від фр. Eléonore, яке пішло від старопровансальського імені Alienor. Значення неясне: за одною з версій, воно утворене від єврейських слів אל, «Ель» — «Бог» і אור, «ор» — «світло»; за другою — походить від грец. ἔλεος — «милість, співстраждання, співчуття». |                               |
| Елла       |                     | Походить зі західноєвропейських мов (нім. Ella, англ. Ella). Значення імені неясне: можливе, воно пов'язане з давньогерманським елементом al («весь, всі») або являє собою коротку форму імен Елеонора, Еллен (Єлена), Елізабет (Єлизавета).                      | Елла Ламах                    |
| Ельвіна    | Альбіна             | Від англ. Elvina. Варіант імені Альвіна | Ельвіна Можаєва               |
| Ельвіра    |                     | Походження неясне. Можливе, від давньогерманського імені Allovera, утвореного від ala-wari — «прихильний, доброзичливий» або від слів al («весь, всі») + war («справжній, істинний» або «обережний, пильний»)                                                     | Ельвіра Меметшаєва            |
| Емма       |                     | Ймовірно, має давньогерманське походження, первісно бувши короткою формою імен на Erm- (irmin-/erman-/ermun-) — «величезний, всеосяжний». Поширене в західноєвропейських країнах (нім. Emma, фр. Emma)                                                            | Емма Андієвська, Емма Антонюк |
| Еммануїла  | Еммануель Еммануела | Жіноча форма імені Еммануїл, поширена в деяких країнах (фр. Emmanuelle, італ. Emanuela, пол. Emanuela) |                               |
| Емілія     | Еміля               | Від лат. Aemilia — «з роду Еміліїв». Жіноча форма імені Емілій. Римське родове ім'я пов'язане з aemulus — «суперник» |                               |
| Еріка      |                     | Жіноча форма імені Ерік, яке походить від давньоскандинавського імені Eiríkr, утвореного від ei (вічний) + ríkr («правитель») |                               |
| Есмеральда |                     | Від ісп. Esmeralda, утвореного від esmeralda — «смарагд». Стало популярним завдяки роману В. Гюго «Собор Паризької Богоматері» |                               |
| Есфір      | Естер Фіра          | Від івр. אֶסְתֵּר, «Естер». Значення імені неясне: можливо, воно утворене від давньоперського «старк» («зірка») або походить від імені богині Іштар. У Старому Завіті Есфір — перська цариця                                                                          |                               |

## Є
| Ім'я       | Варіанти                                | Походження, значення | Відомі носійки                                                      |
| Єва        |                                         | Походить через грец. Ευα від івр. חַוָּה, утвореного від חָוָה — «дихати» або від חָיָה — «жити»                                                | Єва, Єва Збаразька, Єва Нейман, Єва Будницька, Єва Мелещук          |
| Євгенія    | Євгена Югина Ївга                       | Жіноча форма імені Євген | Євгенія Мірошниченко                                                |
| Євдокія    | Докія Явдоха                            | Від грец. Εὐδοκία, утвореного від εὐδοκία — «благовоління». Народні форми — Вівдя, Докія, Явдоха                                         | Євдокія Дмитрівна, Євдокія Антонюк, Докія Гуменна, Євдокія Колесник |
| Євфросинія | Єфросинія Фросина, Фрося Пріся, Пріська | Від грец. Εὐφροσύνη, утвореного від εὐφροσύνη — «радість, веселощі». Євфросинія (Евфросіна) — ім'я одної з Харит.                        | Єфросинія Полоцька, Єфросинія Яненко-Хмельницька                    |
| Єлизавета  | Лизавета Лисавета Гальшка Галшка        | Через грец. Ελισαβετ походить від івр. אֱלִישֶׁבַע, «Елішеба» — «мій Бог — присяга». Форми імені: Лизавета Лисавета, а також Галшка (Гальшка) | Гальшка Острозька, Галшка Гулевичівна                               |
| Єпистимія  | Єпистима Пистина                        | Від грец. Ἐπιστήμη, утвореного від ἐπιστήμη — «знання, наука». Народні форми — Лепестина, Опистина, Пестина, Пистина                     |                                                                     |

## Ж
| Ім'я     | Варіанти      | Походження, значення                                                                      | Відомі носійки |
| Жадана   | Ждана         | Слов'янське — «жадана», «бажана».                                                         |                |
| Жанна    | Іоанна Іванна | Від фр. Jeanne — жіночої форми імені Жан (Jean). Французький варіант імені Іванна, Іоанна | Жанна Боднарук |
| Жозефіна | Жозефа        | Від фр. Josephine — жіночої форми імені Жозеф (Joseph)                                    |                |

## З
| Ім'я       | Варіанти    | Походження, значення | Відомі носійки                                                                           |
| Звенислава | Дзвенислава | | Звенислава Борисівна, Звенислава Всеволодівна                                            |
| Звонимира  |             | Жіноча форма імені Звонимир |                                                                                          |
| Земфіра    |             | Ім'я перського походження. За одною версією, пов'язане з назвою сапфіра, за другою — означає «непокірна»                                                                                              | Земфіра Кондур                                                                           |
| Зірка      | Зіра        | значення: "світла" |                                                                                          |
| Зінаїда    |             | Від грец. Ζηναϊς — «Зевсова», «дочка Зевса». Ймовірно, первісно було епітетом чи патронімом деяких богинь — Афіни, Артеміди                                                                           | Зінаїда Пігулович, Зінаїда Серебрякова, Зінаїда Аксентьєва, Зінаїда Мірна, Зінаїда Тулуб |
| Злата      |             | Слов'янське — «злата, золота». Можливо, калька з грец. Χρύση, Хриса — «золота». | Злата Мегленська, Злата Огнєвіч                                                          |
| Зореслава  |             | слов'янське, утворилося від чоловічого Зореслав. Походить від слів «зоря» та «слава» і в дослівному тлумаченні означає ту, яка «озорена славою», «яка славить зорю (зорі)», або яка «уславлена зорею» | Зореслава Шкіряк-Нижник, Зорислава Ромовська                                             |
| Зоряна     | Зоря        | | Зоряна Кушплер                                                                           |
| Зоя        |             | Від грец. Ζωή, утвореного від ζωή — «життя» | Зоя (імператорка), Зоя Шляйнінг, Зоя Скоропаденко, Зоя Черкаська-Ннаді                   |

## І
| Ім'я    | Варіанти          | Походження, значення | Відомі носійки |
| Іванна  | Іванка            | Народна форма імені Іоанна, яке походить від грец. Ιωάννα і є жіночою формою імені Іоанн, Іван | Іванна Блажкевич, Іванна Вітковицька, Марія-Іванна Грушевська, Іванна Климпуш-Цинцадзе                                         |
| Ігорина |                   | Утворене від імені Ігор | |
| Ілона   |                   | Від угор. Ilona. Угорська форма імені Єлена, Олена | Ілона Довгань, Ілона Галицька                                                                                                  |
| Інга    | Інна              | Ім'я германського походження. Первісно — коротка форма імен, що починалися з елемента Ing (одне з імен бога Фрейра). | |
| Інна    | Інка              | Значення імені неясне: можливо, воно походить від лат. inno («бурхливий потік») | Інна Федущак, Інна Совсун, Інна Цимбалюк                                                                                       |
| Інеса   |                   | Від ісп. Inez («Іне́с») — іспанської форми імені Агнеса | Інеса Кравець |
| Ірина   | Ірена Орина Орися | Від грец. Εἰρήνη (класична вимова «Ейрене», середньогрецька — «Іріні»), утвореного від слова εἰρήνη — «мир», «спокій». Українські народні форми — Орина, Ярина. Існує також рідковживана чоловіча форма імені — Іриній (Εἰρηναῖος) | Ірина Вільде, Ірина Туркевич-Мартинець, Ірина Славінська, Ірина Фаріон, Ірина Чечоткіна, Ірена Карпа, Ірина Цілик, Ірина Галай |
| Ірма    |                   | Ім'я германського походження. Первісно коротка форма імен з елементом Irm- (irmin-/erman-/ermun-) — «величезний», «всеосяжний»). Вживане в католицькій традиції                                                                    | Ірма Вітовська |
| Іларія  |                   | Від лат. Hilaria. Жіноча форма імені Іларій, за походженням — римського когномена Hilarius, утвореного від hilaris, hilarus — «веселий, радісний» (від грец. ἱλαρός)                                                               | |
| Ісидора |                   | Від грец. Ἰσίδωρα, утвореного від Ἶσις — «Ісіда» + δῶρον — «дар, подарунок», тобто — «дар Ісіди». Жіноча форма імені Ісидор | Ісидора Навроцька |
| Ія      |                   | Згадується у православних святцях, але походження неясне. За одною версією, це скорочений варіант імені Євдокія. За другою версією, грец. Ία утворене від ία — множини слова ίον («фіалка»)                                        | |

## Ї, Й
| Ім'я   | Варіанти       | Походження, значення          | Відомі носійки                           |
| Ївга   | Євгенія Югина  | Народна форма імені Євгенія   | Ївга Спаська, Ївга Кузнецова, Ївга Шугай |
| Йосипа | Осипа Йосифата | Жіноча форма імен Йосип, Осип | Йосафата (Гордашевська)                  |

## К
| Ім'я       | Варіанти                | Походження, значення | Відомі носійки |
| Казимира   |                         | Слов'янське — «казати» («вказувати») + «мир». Жіноча форма імені Казимир. Католицьке ім'я. | |
| Калина     | Акилина                 | Від грец. Καλλινική, у якій утворене зі слів καλός («гарний») та νίκη («перемога»). Може також бути народною формою імені Акилина | |
| Камілла    |                         | | |
| Капітоліна | Капитолина Капитоліна   | Від лат. Capitolina — «Капітолійська», «належна до Капітолійського пагорба». Первісно Capitolinus і Capitolina — римський когномен у родах Манліїв, Квінкціїв і Сестіїв                                                                                        | |
| Карина     |                         | Від лат. Carina або грец. Κόριννα або араб. كريم (Каріма) | Карина Плай, Карина Балашова |
| Кароліна   |                         | Запозичене зі західноєвропейських мов (нім. Karolina, Carolina, пол. Karolina), де утворене від Carolus — латинізованої форми германського імені Карл. | |
| Кассандра  |                         | Від грец. Κασσάνδρα, утвореного від κάζομαι («блищу») + ἀνδρος (род. відм. від ἀνηρ — «чоловік»). Жіноча форма імені Кассандр. Кассандра (міфологія) | |
| Катерина   | Катря Катруся Катя Кася | Від грец. Αικατερίνη, «Айкатеріне, Екатеріні», можливо, утвореного від καθαρός — «чистий». | Катря Гриневичева, Катерина Білокур, Катерина Ющенко, Катерина Кухар, Катерина Серебрянська, Катерина Павленко, Катерина Поліщук |
| Квітка     | Квіткослава             | | Квітка (Квіткослава-Орися) Цісик                                                                                                 |
| Кикилія    | Цецилія                 | Від лат. Caecilia — «з роду Цециліїв». Римське родове ім'я утворене від caecus — «сліпий». До старослов'янської і української потрапило через грец. Κικίλια, що відбивало класичну латинську вимову. Католицька форма Цецилія походить з середньовічної латини | |
| Килина     |                         | Народна форма імені Акилина | |
| Кіра       |                         | Жіноча форма імені Кир, яке походить від грец. Κύρος — елінізованої форми перського Куруш. Православна форма — Кира. | Кіра Муратова, Кіра Шахова, Кіра Рудик                                                                                           |
| Клавдія    |                         | Від лат. Claudia — «з роду Клавдіїв». Жіноча форма імені Клавдій | Клавдія Лискова, Клавдія Латишева, Клавдія Бельтюкова, Клавдія Водоп'янова                                                       |
| Клара      |                         | Від лат. Clara — жіночої форми давньоримського когномена Clarus, «Клар», утвореного від clarus — «чистий». Вживане в католицькій традиції | |
| Клеопатра  | Клепа Клена             | Від грец. Κλεοπάτρα, утвореного від κλέος («слава») + πατήρ («батько»). | |
| Констанція | Костка                  | Від лат. Constantia — жіночої форми давньоримського когномена Constantius, утвореного від constans («постійний, сталий»). Жіноча форма імені Констанс, Констанцій. Вживане в католицький традиції                                                              | |
| Корина     | Кора                    | Від грец. Κόριννα, Κόρη, утворених від κόρη — «діва, дівчина». | |
| Корнелія   |                         | Від лат. Cornelia — «з роду Корнеліїв». Жіноча форма імені Корнелій | |
| Ксенія     | Ксеня Оксана            | Від грец. Ξένια, утвореного від ξενία — «гостинність, тепла зустріч», а також «стан чужеземця». Варіанти: , Аксенія, Оксенія, Аксеня, Аксина, Аксиня, Ксана, Оксена, Оксеня, Оксина                                                                            | Ксенія Заставська, Ксенія Симонова, Оксенія Бурлака                                                                              |

## Л
| Ім'я     | Варіанти | Походження, значення | Відомі носійки                                                                  |
| Лада     |          | Лада — ім'я старшої рожаниці, богині світової гармонії. Може також бути зменшеною формою імен Владислава, Влада, Владлена |                                                                                 |
| Лариса   |          | Походження неясне: чи від назви грецького міста Лариса (Λάρισα, Λάρισσα), чи від грец. λάρος («морський мартин») | Лариса Косач, Лариса Кондрацька, Лариса Кобелянська, Лариса Денисенко           |
| Леля     |          | Від «Леля» — імені молодшої з Рожаниць у давньоруській міфології або жіноча форма імені Лель |                                                                                 |
| Леся     | Олеся    | Зменшена форма імен Олеся, Олександра. Жіночий варіант імені Лесь | Леся Українка, Леся Храплива-Щур, Леся Литвинова, Леся Гасиджак, Леся Ставицька |
| Либідь   |          | Либідь — ім'я легендарної сестри засновників Києва — Кия, Щека та Хорива. Означає «лебідь» |                                                                                 |
| Лідія    |          | Від грец. Λυδία, утвореного від хороніма Лідія (стародавня держава у Малій Азії) | Лідія Марія Чайлд                                                               |
| Лілія    | Лілея    | Походить від західноєвропейських мов (нім. Lilia, англ. Lily, ісп. Lilia). Утворене від лат. lilium — «лілія», може також бути формою імені Ліліана (можливо, похідного від фр. Elisabeth, ісп. Elisabet).                              | Лілія Ребрик, Лілія Подкопаєва, Лілія Літковська                                |
| Ліна     |          | Це ім'я може мати різне походження: або жіноча форма імені Лін (від грец. Λῖνος, можливо, від λίνον — «льон»), або коротка форма західноєвропейських імен Евеліна, Поліна тощо                                                          | Ліна Костенко,                                                                  |
| Лоліта   | Лола     | Від ісп. Lola, Lolita — зменшеної форми від Dolores, Долорес — імені, яке дають на честь Божої Матері Скорбної (ісп. María de los Dolores).                                                                                             | Лоліта Ананасова                                                                |
| Лукія    | Лукина   | Походить від лат. Lucia — жіночої форми римського особового імені Lucius («Лукій, Луцій»), утвореного від lux — «світло». Жіноча форма імені Лукій. Lucius («Світний, Світляний») — традиційний епітет Марса у давньоримській міфології |                                                                                 |
| Лукреція | Лука     | Від лат. Lucretia — «з роду Лукреціїв». Номен Lucretius, можливо, утворений від lucrum — «прибуток». Вживане в католицькій традиції |                                                                                 |
| Любов    |          | Старослов'янська калька з грец. Ἀγάπη, «Агапе», «Агапі» — «любов». Одна з трьох сестер, святих мучениць. | Любов Яновська, Любов Ліницька, Любов Забашта, Любов Волинець, Любов Басова     |
| Любомира |          | | Любомира Яросевич, Любомира Бойцун                                              |
| Людмила  | Люда     | Слов'янське — «людям мила» | Людмила Семикіна                                                                |

## М
| Ім'я      | Варіанти                                           | Походження, значення | Відомі носійки |
| Мавка     |                                                    | Від «мавка» — лісова русалка | |
| Магдалина | Магдалена Магда                                    | Від імені Марії Магдалини. Хоча у православній і католицькій традиціях не є окремим ім'ям, днем ангела вважається день пам'яті Марії Магдалини | |
| Мая       | Майя                                               | Це ім'я може мати різне походження: 1) від лат. Majus («травень»); від грец. Μαϊα — давньогрецького імені, можливо, утвореного від μαϊα — «годувальниця» (Майя — ім'я одної з плеяд); 3) від скандинавського і німецького імені Maja, Maia, Maya — за походженням зменшеної форми імені Maria («Марія»)                   | |
| Малуша    | Малка                                              | Походить від чоловічого імені Мал, Малк, означаючи певно, «дочка Малка» | Малуша |
| Мальва    |                                                    | Від лат. malva — «мальва» або зменшена форма імені Мальвіна | |
| Мальвіна  |                                                    | Від англ. Malvina. Ім'я, вигадане Джеймсом Макферсоном («Пісні Оссіана»), можливо, на основі дав.-гельськ. слів mala («брова») + mhin («гладкий»). | Мальвіна Швідлер, Мальвіна Воронова |
| Маргарита | Рита, Мара                                         | Від лат. Margarita — пізньолатинського імені, утвореного від дав.-гр. μαργαρίτης («перлина») | |
| Марта     | Марфа                                              | Від івр. מַרְתָּא — «володарка, пані, господарка». Православна форма — Марфа, втім, широко вживається і варіант Марта. | Марта Ґеллгорн; Марта Чумало, Марта Богачевська-Хом'як |
| Марія     | Марічка, Марійка, Маруся, Марися                   | Через грец. Μαρία походить від івр. מִרְיָם, «Міріам». Значення неясне, можливе — «гірка», «бажана», або «спокійна, затишна» | Маруся Чурай, Марія Вілінська, Марія Заньковецька, Марія Башкирцева, Марія Берлінська, Марія Матіос, Марія Бурмака, Марія Музичук, Марія Назарова, Марися Нікітюк, Марися Рудська |
| Марічка   |                                                    | Від імені Марія | Марічка Падалко, Марічка Паплаускайте |
| Марина    |                                                    | Жіноча форма римського особового імені Марин (Marinus), утвореного від лат. marinus — «морський» | Марина Порошенко, Марина Вязовська, Марина Пономаренко |
| Мартина   | Мартіна                                            | Жіноча форма імені Мартин | Мартина (імператорка), Мартіна Мюллер; |
| Мар'яна   | Маріанна Маріамна                                  | Православна форма — Маріамна. Походить від лат. Mariana — жіночої форми когномена Marianus («приналежний Марію»). Жіноча форма імені Маріан (Мар'ян). У Середньовіччі також могло сприйматися як «належна Марії». Окрім того, може бути утворене сполученням імен Марія + Анна                                            | Мар'яна Рубчак, Мар'яна Долинська, Мар'яна Садовська, Мар'яна Савка, Мар'яна Прохасько                                                                                            |
| Меланія   | Меланка, Маланка, Мелашка, Малашка, Мелана, Малана | Від грец. Μέλαινα, утвореного від прикметника μέλαινα — «чорна», «темна» | Маланка (свято), Меланія Витвицька, Меланія Загорська, Ольга-Меланія Кульчицька, Меланія Кравців, Меланія Тур                                                                     |
| Мелітина  |                                                    | Від грец. Μελιτηνή, утвореного від μελι («медова»). Відома свята з цим ім'ям — Мелітина Маркіанапольська. | |
| Мечислава |                                                    | Жіноча форма імені Мечислав | Мечислава Маєвська |
| Милана    |                                                    | Слов'янське — «мила». | |
| Мирослава | Міра Слава                                         | Жіноча форма імені Мирослав | Мирослава Сопілка, Мирослава Кот, Мирослава Копинець |
| Михайлина |                                                    | Утворене від чоловічого імені Михайло. | Михайлина Коцюбинська |
| Млада     |                                                    | Від млада — «молода» у південнослов'янських і південних західнослов'янських мовах | Млада Липовецька |
| Мокрина   | Макрина                                            | Походить від грец. Μακρίνα, утвореного або від μακρός («великий»), або від римського когномена Macrinus, Macrina (утвореного, в свою чергу, від іншого когномена Macer — «худий»). Народна форма Мокрина, ймовірно, виникла під впливом прикметника «мокрий» — Мокрина (день святої Макрини) вважався передвісником осені | |
| Моніка    |                                                    | Від лат. Monica. Походження неясне, можливо, воно утворене від дієслова moneo — «нагадую», «закликаю», «надихаю», «передбачаю», або від грец. μόνη — «одна, сама, єдина». | |
| Мотрона   | Матрона Мотря                                      | Матрона (церковна форма), Мотрона (народна форма) — походить з латинської (від Mātrōna — «одружена жінка», що сходить до māter — «мати»). Також в латинській означає «поважна дама», «пані», «мати сім'ї», «матінка». | Мотрона Демешко-Стрешенцова, Мотрона Кочубей, Мотрона Неділько |
| Мстислава |                                                    | Жіноча форма імені Мстислав | Мстислава Володимирівна, Мстислава-Іванна Чорній |

## Н
| Ім'я     | Варіанти                         | Походження, значення | Відомі носійки |
| Надія    |                                  | — кальки з грец. Ελπίς, «Елпіс» — «надія». Одна з трьох сестер, святих мучениць. | Надія Білокінь, Надія Парфан |
| Настасія | Анастасія Наста Настка Ната Нася | Народні форми імені Анастасія | Анастасія Юріївна, Анастасія Заславська, Анастасія Мельниченко                                                                        |
| Наталія  | Наталка, Наталя, Наталена        | Походить від лат. Natalia — жіночої форми давньоримського когномена Natalius, Наталій, утвореного від natalis — «стосовний до народження», «пов'язаний з моментом народження», «батьківський», «вітчизняний». Пов'язували також з лат. Natalis Domini — «Різдво Господнє» | Наталка Полтавка, Наталія Кобринська, Наталія Полонська-Василенко, Наталена Королева, Наталя Сумська, Наталія Жижченко, Наталія Мацак |
| Неля     |                                  | Зменшена форма імені Неоніла. Також може бути варіантом імені Неллі (англ. Nelly, Nellie), яке за походженням є зменшеною формою імен Eleanor, Ellen, Helen | |
| Ніка     |                                  | Від грец. Νίκη — «перемога». Ніка — ім'я богині перемоги у Стародавній Греції. Може також бути зменшеною формою імені Вероніка | |
| Ніна     |                                  | Походить від грузинського імені ნინო, Ніно. Походження не зовсім ясне, можливе — від елемента імен шумерських богинь «нін» — «пані», «володарка». Також Нін (грец. Νίνος, Νῖνος) — міфічний засновник Ніневії. В українців грузинського походження також вживається питома форма імені Ніно. Окрім того, Ніна може мати західноєвропейське походження (Nina), будучи короткою формою імені Antonina (Антоніна) | Ніна Матвієнко |
| Нінель   |                                  | Ім'я, створене у ранньорадянський період (1920—1930): ананім (зворотнє читання) прізвища «Ленін» | |
| Нонна    |                                  | Від лат. Nonna. Жіноча форма імені Нонн (від лат. Nonnus), яке походить від nonus — «дев'ятий» (інше — тлумачення — «чернець, монах», відповідно nonna — «черниця, монахиня»). Також Нона (Nona) — ім'я одної з Парок | |

## О
| Ім'я       | Варіанти         | Походження, значення | Відомі носійки |
| Одарка     | Дарка            | Народна форма імені Дарія (Дарина) | Одарка Бандрівська, Одарка Романова |
| Оксана     | Ксеня            | Народна форма імені Ксенія, що стала самостійним ім'ям                                                                                       | Оксана Забужко, Оксана Маркарова, Оксана Караванська, Оксана Линів, Оксана Баюл                                                        |
| Октавія    | Тава             | Від лат. Octavia — «з роду Октавіїв» | |
| Олександра | Сандра Санда     | Від грец. Ἀλέξανδρα — «захисниця людей», епітет Кассандри. Жіноча форма імені Олександр                                                      | Олександра Судовщикова-Косач, Олександра Екстер, Олександра Матвійчук, Олександра Гонтар                                               |
| Олена      | Вілена Лена Ліна | Народна форма імені Єлена. Походить від грец. Ἑλένη, «Гелене», «Елені», утвореного від ἐλένη, «гелене» — «смолоскип, світоч».                | Олена Степанів, Олена Пчілка, Олена Казимирчак-Полонська, Олена Теліга, Олена Чекан, Олена Підгрушна, Олена Зеленська                  |
| Олеся      |                  | Зменшена форма імені Олександра, що стала самостійним ім'ям                                                                                  | Олеся Островська-Люта, Олеся Мамчич, Олеся Гудима                                                                                      |
| Олівія     | Оля              | Запозичене зі західноєвропейських мов (англ. Olivia, нім. Olivia). Походить від лат. Olivia, утвореного від oliva — «олива, оливкове дерево» | |
| Олімпіада  | Олімпія          | Від грец. Ὀλυμπιάς — «Олімпійська», «Олімпіада». Від грец. Ολυμπία. Жіноча форма імені Олімпій                                               | |
| Ольга      | Хельга Оля Леся  | Від давньоскандинавського Hélgi, Hélga, утвореного від helgi — «висвячена», «свята». Жіноча форма імені Олег                                 | Княгиня Ольга, Ольга Косач, Ольга Кобилянська, Ольга Франко, Ольга Русова, Ольга Кошарна, Ольга Сумська, Ольга Броварець, Ольга Харлан |
| Ореста     |                  | Жіноча форма імені Орест | |
| Орина      |                  | Народна форма імені Ірина | |
| Орися      | Оришка           | Народна форма імені Ірина | |

## П
| Ім'я      | Варіанти                               | Походження, значення | Відомі носійки                                           |
| Павла     | Пава                                   | Жіноча форма імені Павло. Зменшена форма — Пава |                                                          |
| Павлина   | Павла Пава                             | Від лат. Paulina/Paullina — римського когномена, утвореного від Paulus («Павло»). Жіноча форма імені Павлин. Зменшена форма — Пава. Вживається в католиків.    | Павлина Цвілик, Павлина Добрянська                       |
| Пелагія   | Пелагея Палагна Палазга Палажка Пазина | Від грец. Πελαγία — жіночої форми імені Πελάγιος, Пелагій. Імена утворені від прикметників πελάγιος, πελαγία — «морський», «морська».                          | Пелагія Каленикович, Пелагея Литвинова, Пелагея Глущенко |
| Параскева | Параскевія Парасковія Параска          | Походить від грец. Παρασκευή, утвореного від слова παρασκευή — «очікування», а також «переддень суботнього свята», «п'ятниця»                                  | Параска Павленко, Параска Плитка-Горицвіт                |
| Пистина   |                                        | Зменшена форма імені Єпистима (Єпистимія) |                                                          |
| Поліна    | Павлина Аполлінарія                    | Може мати різне походження. У більшості випадків воно походить від Pauline — французької форми імені Павлина. Також може бути зменшеною формою від Аполлінарія |                                                          |
| Пріська   | Єфросинія                              | Народна форма імені Євфросинія |                                                          |
| Пульхерія | Пульхера                               | Від лат. Pulcheria, утвореного від прикметника pulchra — «гарна, вродлива». Pulcher, Pulchra — давньоримський когномен                                         |                                                          |

## Р
| Ім'я       | Варіанти             | Походження, значення | Відомі носійки                                         |
| Рада       |                      | Слов'янське — «рада», «радісна» |                                                        |
| Радмила    |                      | |                                                        |
| Радогоста  |                      | Жіноча форма від Радогост — імені бога торгівлі та мореплавства у західних слов'янських племен. |                                                        |
| Радомира   | Радимира             | Слов'янське — від «радіти» + «мир». Жіноча форма імені Радомир |                                                        |
| Радослава  |                      | | Радослава Славчева                                     |
| Раїна      |                      | Можливо, арабського походження. | Раїна Вишневецька                                      |
| Раїса      | Рая                  | Від грец. Ραΐσα. Походження неясне. Можливо, від араб. رئيس, «раїс» — «начальник, очільник» або це форма грецького імені Іраїда (грец. Ἡραίς — «з роду Гери») | Раїса Кириченко                                        |
| Ракель     | Рахіль Рахель        | | Ракель Ліберман, Рахель Янаїт Бен-Цві, Рахіль Баумволь |
| Ревека     | Ребекка              | Від івр. רִבְקָה, «Рібка» — «сильце, пастка». Вживається переважно євреями та протестантами |                                                        |
| Регіна     |                      | Від лат. Regina, утвореного від regina — «цариця, королева». | Регіна Резник                                          |
| Рената     |                      | Від лат. Renata, утвореного від дієприкметника renata («перенароджена», «народжена наново»). Вживається в католицькій традиції | Рената Богданська                                      |
| Римма      |                      | Православне чоловіче ім'я, зараз помилково уживане як жіноче. Мученик Римма ушанований як святий у Православній церкві. Значення імені неясне. | Римма Андреєва, Римма Зюбіна                           |
| Ріана      | Ріанна               | Ім'я західноєвропейського походження. Значення неясне, це може бути як коротка форма імен Вікторіана, Купріана, Маріанна, так і похідне від кельтського імені Ріанон (від пракельт. *rīganī — «правителька, цариця»). Існують інші версії походження |                                                        |
| Рогволода  |                      | Жіноча форма імені Рогволод |                                                        |
| Рогнеда    | Рогніда              | Від давньоскандинавського імені Ragnhildr, утвореного або від regin, rögn («боги, вищі сили») або від прагерм. *ragina («рада, ухвала») + *hildr («битва») | Рогніда                                                |
| Родослава  |                      | Слов'янське — «Рід» + «славити». Жіноча форма імені Родослав. |                                                        |
| Рожана     |                      | Від імені слов'янської богині Рожани. |                                                        |
| Роза       | Рузина               | Запозичене із західноєвропейських мов (нім. Rosa, фр. Rose, ісп. Rosa, італ. Rosa). Походить від давньогерм. жіночого імені Hrodhaid (Ruodhaid, Rothaidis*), утвореного від (h)ruod, hroth («слава») + heit («стан, рід»). Сучасні форми імені (Rosa, Rose) утворені через посередництво норманнського Rohese, переосмисленого під впливом лат. rosa («троянда»). |                                                        |
| Розалія    | Рузалія              | Від пізньолатинського імені Rosalia, утвореного від лат. rosa — «троянда». |                                                        |
| Роксана    |                      | Походить через грец. Ῥωξάνη від давньоперського імені روشنک, «Роушанак» — «світло», «сяйво». | Роксана Вікалюк                                        |
| Роксолана  |                      | Від лат. Roxolana — «жінка народу роксоланів». | Роксолана                                              |
| Романа     | Романна Романія      | лат. Romani ← грец. Ρωμαϊκός — римлянка, римська, жіноча форма імені Роман | Романія Явір                                           |
| Ростислава |                      | Жіноча форма імені Ростислав | Ростислава Білинська                                   |
| Рошель     |                      | Ймовірно, французького походження — від фр. Rochelle, «маленька скеля». Не виключене змішення з Rachel, Rachelle, «Рашель» — французькою формою біблійного імені Рахиль. |                                                        |
| Ружена     |                      | Запозичене з західно- чи південнослов'янських мов |                                                        |
| Руслана    |                      | Від тюрк. «арслан» — «лев». Жіноча форма імені Руслан. | Руслана Кірєєва, Руслана Лижичко                       |
| Русудан    | Русудана             | Грузинське ім'я |                                                        |
| Рут        | Руф Руфа             | Від івр. רוּת, «Рут», утвореного від רְעוּת — «друг», «подруга». В українській передається «Руф» (через староцерк.-слов. Роуѳь від грец. Ρουθ), або «Рут» (через лат. Ruth), «Рута» (від пол. Ruta). Вживається юдеями і протестантами |                                                        |
| Руфина     | Рутина Руфіна Руфіма | Від лат. Rufina — жіноча форма імені Руфін. Римський когномен (Rufinus), утворений від латинського прізвиська Rufus («Рудий») — «золотисто-жовтий, рудий». |                                                        |

## С
| Ім'я       | Варіанти                      | Походження, значення | Відомі носійки |
| Сара       | Cарра                         | Від івр. שָׂרָה — «пані», «знатна жінка». Вживається переважно юдеями та протестантами | |
| Світлана   | Лана                          | Ім'я Світлана має слов'янське походження і перекладається як "світла", "та, що несе світло" або "осяйна". Воно утворене від слів "світ" та "лан", що асоціюється з ясністю, чистотою і світлом. Це ім’я символізує доброту, відкритість і позитивну енергію. Люди з іменем Світлана зазвичай характеризуються теплотою, душевністю та бажанням допомагати іншим. Вони мають сильну інтуїцію, оптимізм та відданість у відносинах. | Світлана Алексієвич, Світлана Мирвода, Світлана Заліщук                                                                                 |
| Світозара  |                               | Жіноча форма імені Світозар | |
| Світояра   |                               | Жіноча форма імені Світояр | |
| Святогора  |                               | Жіноча форма імені Святогор | |
| Святослава |                               | Жіноча форма імені Святослав | Святослава Сватава |
| Севастіана |                               | Жіноча форма імені Севастіан | |
| Северина   |                               | Від лат. Severina — жіночої форми імені Северин. | |
| Секлета    | Секлетина                     | Народна форма імені Синклитикія, яке походить від грец. Συγκλητική, утвореного від σύγκλητος — «синкліт» | |
| Серафима   |                               | Жіноча форма імені Серафим | Серафима Блонська |
| Синезора   |                               | Слов'янське — «з синім зором» | |
| Сільвія    |                               | | |
| Симона     | Cімона                        | Поширене у католицьких країнах (італ. Simona, фр. Simone, ісп. Simona) — жіноча форма імені Simon, «Сімон», яке відповідає українському Семен. | |
| Слава      |                               | Це ім'я може мати різне походження: 1) від слов'янського «слава»; 2) коротка форма імен Владислава, Мирослава, Станіслава тощо; 3) калька з лат. Gloria, Глорія — «слава» | |
| Сніжана    |                               | Слов'янське — «сніжна». Існує версія, яка пов'язує з католицьким святом «Марії Сніжної» | Сніжана Пліш, Сніжана Божок, Сніжана Онопко                                                                                             |
| Соломія    | Cаломея                       | | Соломія Крушельницька, Соломія Павличко, Соломія Опришко                                                                                |
| Софія      | Зофія Соня                    | Від грец. Σοφία — «мудрість, знання» | Софія Потоцька, Софія Галечко, Софія Окуневська-Морачевська, Соня Делоне, Софія Русова, Софія Яблонська, Софія Ротару, Софія Андрухович |
| Станіслава | Стася, Станя                  | Жіноча форма імені Станіслав | Станіслава Висоцька |
| Стелла     | Ела                           | Від лат. Stella, утвореного від stella — «зірка» | |
| Стефанія   | Стефанида                     | | Стефанія Вільчинська, Стефанія Садовська                                                                                                |
| Сусанна    | Сусана Сосанна Зузана Сюзанна | Походить через грец. Σουσάννα від івр. שׁוֹשַׁנָּה, «Шошанна» — «водяна лілія». Західноєвропейська форма імені Сусанна — Сюзанна (італ. Susanna, фр. Suzanne, Susanne) | Сусана Джамаладінова |
| Судислава  |                               | Жіноча форма імені Судислав | |

## Т
| Ім'я   | Варіанти    | Походження, значення | Відомі носійки                                                                                 |
| Таїсія | Таїса       | Від грец. Θαΐς, «Таїс», «Фаїс». Значення імені неясне, можливо, означає «присвячена Ісіді» | Таїсія Жаспар, Таїсія Литвиненко, Таїсія Стан, Таїсія Цибульська, Таїсія Шутенко               |
| Тамара | Тамар       | Походить від თამარი, «Тамарі» — грузинської форми біблійного імені Фамар, Тамар (івр. תָּמָר‎ — «фінікова пальма») | Тамара Горіха Зерня                                                                            |
| Текля  | Текла Фекла | Народна форма імені Фекла, яке походить від грец. Θεοκλεία, утвореного від θεός — «бог, божество» + κλέος — «слава» | Текля Іконійська                                                                               |
| Тереза |             | |                                                                                                |
| Тетяна |             | Народна форма імені Татіана. Походить, за основною версією, від лат. Tatiana — жіночої форми римського когномена Tatianus, утвореного від імені Тита Тація. Інша версія — від грец. τάσσω — «ставлю», «засновую», «встановлюю»                                                                                    | Тетяна Яблонська, Тетяна Маркус, Тетяна Пата, Тетяна Остащенко, Тетяна Гуцу, Тетяна Трощинська |
| Тіна   |             | Може мати різне походження. У більшості випадків походить від грузинського თინა — короткої форми імені თინათინ, «Тінатін» (героїня поеми «Витязь у тигровій шкурі»). Може походити й зі західноєвропейських мов (Tina), короткою формою імен Valentina (Валентина), Christina (Христина), Martina (Мартина) тощо. |                                                                                                |
| Трояна |             | Жіноча форма імені Троян |                                                                                                |

## У
| Ім'я   | Варіанти | Походження, значення | Відомі носійки                                 |
| ------ | -------- | --- | ---------------------------------------------- |
| Устина | Юстина   | Від лат. Justina, Iustina, утвореного від когномена Justus, Iustus — «Справедливий». Жіноча форма імені Юстин. Народні форми — Устина, Устя | Устинія Данилівна                              |
| Уляна  |          | | Уляна Кравченко, Уляна Іскрицька, Уляна Супрун |

## Ф
| Ім'я     | Варіанти              | Походження, значення | Відомі носійки                       |
| Фаїна    |                       | Від грец. Φαεινή, буквально — «осяйна» | Фаїна Гаєнко                         |
| Февронія | Февросія Хівря        | Від грец. Φεβρωνία, утвореного від φοῖβος («світлий, сонцесяйний») або пов'язаного з римським ім'ям Faber (від faber — «майстер; творець»)                                        |                                      |
| Феліція  | Фелікса               | Жіноча форма імені Фелікс. |                                      |
| Филіцата | Филікитата Филіцитата | Від лат. Felicitas, утвореного від felicitas — «щастя». Католицький варіант — Феліцита (пол. Felicyta)                                                                            |                                      |
| Феодора  | Федора Тодора         | Від грец. Θεοδώρα, утвореного від θεός («бог») + δῶρον («дар, подарунок»). Буквально — «подарована Богом». Жіноча форма імені Федір                                               | Федора Рогатинська, Федора Романівна |
| Феодосія | Федосія Теодозія      | Від грец. Θεοδοσία, утвореного від θεός («бог») + δώς («дар»). Жіноча форма імені Феодосій                                                                                        | Феодосія Вілінська, Теодозія Бриж    |
| Фотина   | Фотинія Хотина        | Походить від грец. Φωτεινή, утвореного від φῶς (род. відм. φωτός) — «світло». Жіноча форма імені Фотій (Фот). Ім'я Світлана вважається слов'янським відповідником грецькому імені |                                      |

## Х
| Ім'я     | Варіанти      | Походження, значення | Відомі носійки                                     |
| Харитина | Харитя Харита | Ймовірно, жіноча форма імені Харитон. Походить від грец. χάρις (род. відм. χάριτος) — «витонченість», «краса», «привабливість». Харити — богині вроди й радості в грецькій міфології, аналог римських Грацій | Харитина Пекарчук                                  |
| Хівря    |               | Народна форма імені Февронія |                                                    |
| Хрися    | Хриса         | Від грец. Χρύση, утвореного від χρυσός — «золото». Жіноча форма імені Хрис. Вживається рідко, частіше використовують старослов'янську кальку цього імені — Злата                                             |                                                    |
| Христина | Христя        | Через посередництво грец. Χριστίνα походить від лат. Christiana, Christina — «християнка», «віддана Христу». Жіноча форма імені Христиан (Християн)                                                          | Христина Сушко, Христина Алчевська, Христя Фріланд |

## Ц
| Ім'я    | Варіанти | Походження, значення | Відомі носійки |
| Цецилія | Кекилія  | Від лат. Caecilia — «з роду Цециліїв». Римське родове ім'я утворене від caecus — «сліпий». Православна форма — Кикилія; вона походить через посередництво грец. Κικίλια |                |
| Цвітана | Цветана  | Слов'янське — від «цвіт» |                |

## Ч
| Ім'я    | Варіанти | Походження, значення      | Відомі носійки |
| Чеслава |          | Жіноча форма імені Чеслав |                |

## Ю
| Ім'я   | Варіанти           | Походження, значення | Відомі носійки                             |
| Югина  |                    | Народна форма імені Євгенія |                                            |
| Юдита  | Юдита Юдиф Юдихва  | Походить через грец. Ιουδιθ від івр. יְהוּדִית — «жінка з Юдеї». У Старому Заповіті Юдита — єврейка, що врятувала Юдею від навали асирійців. Вживається євреями, католиками (Юдита Прусська) і протестантами |                                            |
| Юзефа  | Юзепа Йосипа Осипа | Жіноча форма імені Юзеф, польський варіант імені Йосипа, Осипа |                                            |
| Юлія   | Юлина              | Від лат. Iulia (Julia) — «з роду Юліїв». Жіноча форма імені Юлій | Юлія Паєвська, Юлія Микитенко, Юлія Саніна |
| Юліана | Юліанна Юліанія    | Від лат. Juliana, Iuliana — «приналежна до Юлія». Жіноча форма імені Юліан |                                            |
| Юнія   | Юна                | Від лат. Iunia (Junia) — «з роду Юніїв». Жіноча форма імені Юній |                                            |
| Юстина | Устина             | Від лат. Justina, Iustina, утвореного від когномена Justus, Iustus — «Справедливий». Жіноча форма імені Юстин. Народні форми — Устина, Устя                                                               |                                            |
| Юхимія | Юхимина Юхима Хима | Народні форми імені Євфимія (Єфимія). Жіночий варіант імені Юхим |                                            |

## Я
| Ім'я     | Варіанти           | Походження, значення | Відомі носійки                                                         |
| Явдоха   | Євдокія            | Народна форма імені Євдокія | Явдоха Зуїха                                                           |
| Ядвіга   |                    | Походить через пол. Jadwiga від давньогерманського імені Hathuwic (Hadewic, Hedewig), утвореного від hathu (hadu) — «боротьба» + wig (wic) — «битва». |                                                                        |
| Яна      | Іванна Іванна Янка | Варіант імені Іоанна, Іванна. Жіноча форма імені Ян.                                                                                                  | Янка Всеволодівна, Яна Саленко, Яна Клочкова, Яна Зінкевич             |
| Яніна    |                    | Варіант імені Яна | Яніна Соколова                                                         |
| Ярина    |                    | Народна форма канонічного імені Ірина. | Ярина Пилипенко, Ярина Ляхович, Ярина Цимбал, Ярина Чорногуз           |
| Яромира  | Яра                | Жіноча форма імені Яромир, утвореного від слів «ярий» + «мир».                                                                                        |                                                                        |
| Ярослава | Слава              | Жіноча форма імені Ярослав | Ярослава Бандера, Ярослава Стецько, Ярослава Гресь, Ярослава Кравченко |